# Lista planetelor minore/2801–2900
Aceasta este Lista planetelor minore/2801–2900; pentru a naviga prin lista completă vezi Lista planetelor minore.
Pentru ale detalii vezi și Proiect:Astronomie sau Portal:Astronomie.
| Nume                | Denumire provizorie | Data descoperirii  | Locul descoperirii        | Descoperitor(i)                                        |
| ------------------- | ------------------- | ------------------ | ------------------------- | ------------------------------------------------------ |
| 2801 Huygens        | 1935 SU1            | 28 septembrie 1935 | Johannesburg⁠(d)           | H. van Gent⁠(d)                                         |
| 2802 Weisell        | 1939 BU             | 19 ianuarie 1939   | Turku                     | Y. Väisälä⁠(d)                                          |
| 2803 Vilho          | 1940 WG             | 29 noiembrie 1940  | Turku                     | L. Oterma                                              |
| 2804 Yrjö           | 1941 HF             | 19 aprilie 1941    | Turku                     | L. Oterma                                              |
| 2805 Kalle          | 1941 UM             | 15 octombrie 1941  | Turku                     | L. Oterma                                              |
| 2806 Graz           | 1953 GG             | 7 aprilie 1953     | Heidelberg                | K. Reinmuth                                            |
| 2807 Karl Marx      | 1969 TH6            | 15 octombrie 1969  | Nauchnij⁠(d)               | L. I. Cernîh                                           |
| 2808 Belgrano       | 1976 HS             | 23 aprilie 1976    | El Leoncito⁠(d)            | Felix Aguilar Observatory⁠(d)                           |
| 2809 Vernadskij     | 1978 QW2            | 31 august 1978     | Nauchnij⁠(d)               | N. S. Cernîh                                           |
| 2810 Lev Tolstoj    | 1978 RU5            | 13 septembrie 1978 | Nauchnij                  | N. S. Cernîh                                           |
| 2811 Střemchoví     | 1980 JA             | 10 mai 1980        | Kleť                      | A. Mrkos                                               |
| 2812 Scaltriti      | 1981 FN             | 30 martie 1981     | Anderson Mesa             | E. Bowell                                              |
| 2813 Zappalà        | 1981 WZ             | 24 noiembrie 1981  | Anderson Mesa             | E. Bowell                                              |
| 2814 Vieira         | 1982 FA3            | 18 martie 1982     | La Silla                  | H. Debehogne                                           |
| 2815 Soma           | 1982 RL             | 15 septembrie 1982 | Anderson Mesa             | E. Bowell                                              |
| 2816 Pien           | 1982 SO             | 22 septembrie 1982 | Anderson Mesa             | E. Bowell                                              |
| 2817 Perec          | 1982 UJ             | 17 octombrie 1982  | Anderson Mesa             | E. Bowell                                              |
| 2818 Juvenalis      | 2580 P-L            | 24 septembrie 1960 | Palomar                   | C. J. van Houten, I. van Houten-Groeneveld, T. Gehrels |
| 2819 Ensor          | 1933 UR             | 20 octombrie 1933  | Uccle⁠(d)                  | E. Delporte                                            |
| 2820 Iisalmi        | 1942 RU             | 8 septembrie 1942  | Turku                     | Y. Väisälä⁠(d)                                          |
| 2821 Slávka         | 1978 SQ             | 24 septembrie 1978 | Kleť                      | Z. Vávrová⁠(d)                                          |
| 2822 Sacajawea      | 1980 EG             | 14 martie 1980     | Anderson Mesa             | E. Bowell                                              |
| 2823 van der Laan   | 2010 P-L            | 24 septembrie 1960 | Palomar                   | C. J. van Houten, I. van Houten-Groeneveld, T. Gehrels |
| 2824 Franke         | 1934 CZ             | 4 februarie 1934   | Heidelberg                | K. Reinmuth                                            |
| 2825 Crosby         | 1938 SD1            | 19 septembrie 1938 | Johannesburg⁠(d)           | C. Jackson                                             |
| 2826 Ahti           | 1939 UJ             | 18 octombrie 1939  | Turku                     | Y. Väisälä⁠(d)                                          |
| 2827 Vellamo        | 1942 CC             | 11 februarie 1942  | Turku                     | L. Oterma                                              |
| 2828 Iku-Turso      | 1942 DL             | 18 februarie 1942  | Turku                     | L. Oterma                                              |
| 2829 Bobhope        | 1948 PK             | 9 august 1948      | Johannesburg⁠(d)           | E. L. Johnson⁠(d)                                       |
| 2830 Greenwich      | 1980 GA             | 14 aprilie 1980    | Anderson Mesa             | E. Bowell                                              |
| 2831 Stevin         | 1930 SZ             | 17 septembrie 1930 | Johannesburg⁠(d)           | H. van Gent⁠(d)                                         |
| 2832 Lada           | 1975 EC1            | 6 martie 1975      | Nauchnij⁠(d)               | N. S. Cernîh                                           |
| 2833 Radishchev     | 1978 PC4            | 9 august 1978      | Nauchnij                  | L. I. Cernîh, N. S. Cernîh                             |
| 2834 Christy Carol  | 1980 TB4            | 9 octombrie 1980   | Palomar                   | C. S. Shoemaker                                        |
| 2835 Ryoma          | 1982 WF             | 20 noiembrie 1982  | Geisei⁠(d)                 | T. Seki                                                |
| 2836 Sobolev        | 1978 YQ             | 22 decembrie 1978  | Nauchnij⁠(d)               | N. S. Cernîh                                           |
| 2837 Griboedov      | 1971 TJ2            | 13 octombrie 1971  | Nauchnij                  | L. I. Cernîh                                           |
| 2838 Takase         | 1971 UM1            | 26 octombrie 1971  | Hamburg-Bergedorf         | L. Kohoutek                                            |
| 2839 Annette        | 1929 TP             | 5 octombrie 1929   | Flagstaff⁠(d)              | C. W. Tombaugh                                         |
| 2840 Kallavesi      | 1941 UP             | 15 octombrie 1941  | Turku                     | L. Oterma                                              |
| 2841 Puijo          | 1943 DM             | 26 februarie 1943  | Turku                     | L. Oterma                                              |
| 2842 Unsöld         | 1950 OD             | 25 iulie 1950      | Brooklyn⁠(d)               | Indiana University⁠(d)                                  |
| 2843 Yeti           | 1975 XQ             | 7 decembrie 1975   | Zimmerwald⁠(d)             | P. Wild                                                |
| 2844 Hess           | 1981 JP             | 3 mai 1981         | Anderson Mesa             | E. Bowell                                              |
| 2845 Franklinken    | 1981 OF             | 26 iulie 1981      | Anderson Mesa             | E. Bowell                                              |
| 2846 Ylppö          | 1942 CJ             | 12 februarie 1942  | Turku                     | L. Oterma                                              |
| 2847 Parvati        | 1959 CC1            | 1 februarie 1959   | Flagstaff⁠(d)              | LONEOS                                                 |
| 2848 ASP            | 1959 VF             | 8 noiembrie 1959   | Brooklyn⁠(d)               | Indiana University⁠(d)                                  |
| 2849 Shklovskij     | 1976 GN3            | 1 aprilie 1976     | Nauchnij⁠(d)               | N. S. Cernîh                                           |
| 2850 Mozhaiskij     | 1978 TM7            | 2 octombrie 1978   | Nauchnij                  | L. V. Juravliova                                       |
| 2851 Harbin         | 1978 UQ2            | 30 octombrie 1978  | Nanking⁠(d)                | Purple Mountain Observatory⁠(d)                         |
| 2852 Declercq       | 1981 QU2            | 23 august 1981     | La Silla                  | H. Debehogne                                           |
| 2853 Harvill        | 1963 RG             | 14 septembrie 1963 | Brooklyn⁠(d)               | Indiana University⁠(d)                                  |
| 2854 Rawson         | 1964 JE             | 6 mai 1964         | Cordoba⁠(d)                | D. McLeish⁠(d)                                          |
| 2855 Bastian        | 1931 TB2            | 10 octombrie 1931  | Heidelberg                | K. Reinmuth                                            |
| 2856 Röser          | 1933 GB             | 14 aprilie 1933    | Heidelberg                | K. Reinmuth                                            |
| 2857 NOT            | 1942 DA             | 17 februarie 1942  | Turku                     | L. Oterma                                              |
| 2858 Carlosporter   | 1975 XB             | 1 decembrie 1975   | Cerro El Roble⁠(d)         | C. Torres⁠(d), S. Barros⁠(d)                             |
| 2859 Paganini       | 1978 RW1            | 5 septembrie 1978  | Nauchnij⁠(d)               | N. S. Cernîh                                           |
| 2860 Pasacentennium | 1978 TA             | 8 octombrie 1978   | Palomar                   | E. F. Helin                                            |
| 2861 Lambrecht      | 1981 VL2            | 3 noiembrie 1981   | Tautenburg Observatory⁠(d) | F. Börngen, K. Kirsch⁠(d)                               |
| 2862 Vavilov        | 1977 JP             | 15 mai 1977        | Nauchnij⁠(d)               | N. S. Cernîh                                           |
| 2863 Ben Mayer      | 1981 QG2            | 30 august 1981     | Anderson Mesa             | E. Bowell                                              |
| 2864 Soderblom      | 1983 AZ             | 12 ianuarie 1983   | Anderson Mesa             | B. A. Skiff⁠(d)                                         |
| 2865 Laurel         | 1935 OK             | 31 iulie 1935      | Johannesburg⁠(d)           | C. Jackson                                             |
| 2866 Hardy          | 1961 TA             | 7 octombrie 1961   | Uccle⁠(d)                  | S. J. Arend⁠(d)                                         |
| 2867 Šteins         | 1969 VC             | 4 noiembrie 1969   | Nauchnij⁠(d)               | N. S. Cernîh                                           |
| 2868 Upupa          | 1972 UA             | 30 octombrie 1972  | Zimmerwald⁠(d)             | P. Wild                                                |
| 2869 Nepryadva      | 1980 RM2            | 7 septembrie 1980  | Nauchnij⁠(d)               | N. S. Cernîh                                           |
| 2870 Haupt          | 1981 LD             | 4 iunie 1981       | Anderson Mesa             | E. Bowell                                              |
| 2871 Schober        | 1981 QC2            | 30 august 1981     | Anderson Mesa             | E. Bowell                                              |
| 2872 Gentelec       | 1981 RU             | 5 septembrie 1981  | Harvard Observatory⁠(d)    | Oak Ridge Observatory⁠(d)                               |
| 2873 Binzel         | 1982 FR             | 28 martie 1982     | Anderson Mesa             | E. Bowell                                              |
| 2874 Jim Young      | 1982 TH             | 13 octombrie 1982  | Anderson Mesa             | E. Bowell                                              |
| 2875 Lagerkvist     | 1983 CL             | 11 februarie 1983  | Anderson Mesa             | E. Bowell                                              |
| 2876 Aeschylus      | 6558 P-L            | 24 septembrie 1960 | Palomar                   | C. J. van Houten, I. van Houten-Groeneveld, T. Gehrels |
| 2877 Lihaciov       | 1969 TR2            | 8 octombrie 1969   | Nauchnij⁠(d)               | L. I. Cernîh                                           |
| 2878 Panacea        | 1980 RX             | 7 septembrie 1980  | Anderson Mesa             | E. Bowell                                              |
| 2879 Shimizu        | 1932 CB1            | 14 februarie 1932  | Heidelberg                | K. Reinmuth                                            |
| 2880 Nihondaira     | 1983 CA             | 8 februarie 1983   | Geisei⁠(d)                 | T. Seki                                                |
| 2881 Meiden         | 1983 AA1            | 12 ianuarie 1983   | Anderson Mesa             | B. A. Skiff⁠(d)                                         |
| 2882 Tedesco        | 1981 OG             | 26 iulie 1981      | Anderson Mesa             | E. Bowell                                              |
| 2883 Barabashov     | 1978 RG6            | 13 septembrie 1978 | Nauchnij⁠(d)               | N. S. Cernîh                                           |
| 2884 Reddish        | 1981 ES22           | 2 martie 1981      | Siding Spring             | S. J. Bus                                              |
| 2885 Palva          | 1939 TC             | 7 octombrie 1939   | Turku                     | Y. Väisälä⁠(d)                                          |
| 2886 Tinkaping      | 1965 YG             | 20 decembrie 1965  | Nanking⁠(d)                | Purple Mountain Observatory⁠(d)                         |
| 2887 Krinov         | 1977 QD5            | 22 august 1977     | Nauchnij⁠(d)               | N. S. Cernîh                                           |
| 2888 Hodgson        | 1982 TO             | 13 octombrie 1982  | Anderson Mesa             | E. Bowell                                              |
| 2889 Brno           | 1981 WT1            | 17 noiembrie 1981  | Kleť                      | A. Mrkos                                               |
| 2890 Vilyujsk       | 1978 SY7            | 26 septembrie 1978 | Nauchnij⁠(d)               | L. V. Juravliova                                       |
| 2891 McGetchin      | 1980 MD             | 18 iunie 1980      | Palomar                   | C. S. Shoemaker                                        |
| 2892 Filipenko      | 1983 AX2            | 13 ianuarie 1983   | Nauchnij⁠(d)               | L. G. Karacikina                                       |
| 2893 Peiroos        | 1975 QD             | 30 august 1975     | El Leoncito⁠(d)            | Felix Aguilar Observatory⁠(d)                           |
| 2894 Kakhovka       | 1978 SH5            | 27 septembrie 1978 | Nauchnij⁠(d)               | L. I. Cernîh                                           |
| 2895 Memnon         | 1981 AE1            | 10 ianuarie 1981   | Anderson Mesa             | N. G. Thomas⁠(d)                                        |
| 2896 Preiss         | 1931 RN             | 15 septembrie 1931 | Heidelberg                | K. Reinmuth                                            |
| 2897 Ole Römer      | 1932 CK             | 5 februarie 1932   | Heidelberg                | K. Reinmuth                                            |
| 2898 Neuvo          | 1938 DN             | 20 februarie 1938  | Turku                     | Y. Väisälä⁠(d)                                          |
| 2899 Runrun Shaw    | 1964 TR2            | 8 octombrie 1964   | Nanking⁠(d)                | Purple Mountain Observatory⁠(d)                         |
| 2900 Luboš Perek    | 1972 AR             | 14 ianuarie 1972   | Hamburg-Bergedorf         | L. Kohoutek                                            |